# لیدی دیانا کوپر
لیدی دیانا کوپر (انگلیسی: Lady Diana Cooper; ۲۹ اوت ۱۸۹۲ – ۱۶ ژوئن ۱۹۸۶) هنرپیشه اهل انگلستان بود.
از فیلم‌ها یا برنامه‌های تلویزیونی که وی در آن نقش داشته‌است می‌توان به ملکه باکره و عشق بزرگ اشاره کرد.